# Richmond Turner
Richmond Kelly Turner (ur. 27 maja 1885 w Portland, zm. 12 lutego 1961 w Monterey) – admirał Marynarki Wojennej Stanów Zjednoczonych, wyższy dowódca amerykańskich sił morskich w okresie II wojny światowej.

## Życiorys
Turner wstąpił w 1904 do Akademii Marynarki Wojennej Stanów Zjednoczonych, którą ukończył w 1908 i przez cztery lata służył na różnych okrętach na obszarze Pacyfiku. W 1913 przez krótki czas dowodził niszczycielem USS „Stewart”, a po przejściu dodatkowego szkolenia inżynieryjnego i służbie na pokładzie kanonierki USS „Marietta”, został skierowany do służby (1916–1919) na okrętach liniowych: USS „Pennsylvania”, USS „Michigan” i USS „Mississippi”.
Od 1919 do 1922 pracował w fabryce dział okrętowych w Waszyngtonie, a następnie, jako oficer artylerii, służył na pancerniku USS „California” i w sztabie Floty Zwiadowczej (Scouting Fleet) i wreszcie jako dowódca niszczyciela USS „Mervine”. W 1925, awansowany do stopnia kapitana, został delegowany do pracy w Biurze Uzbrojenia (Bureau of Ordnance) w Departamencie Marynarki Wojennej. Dwa lata później otrzymał skierowanie do szkoły pilotażu w Naval Air Station Pensacola na Florydzie i w 1928 objął dowództwo Dywizjonu Lotnictwa Floty Dalekiego Wschodu. W latach 1933–1934 przeszedł staż na lotniskowcu USS „Saratoga”, a następnie, po szkoleniu w Kolegium Marynarki Wojennej, objął dowództwo (już w stopniu komandora) ciężkiego krążownika USS „Astoria”, udając się na jego pokładzie z misją dyplomatyczną do Japonii w 1939.

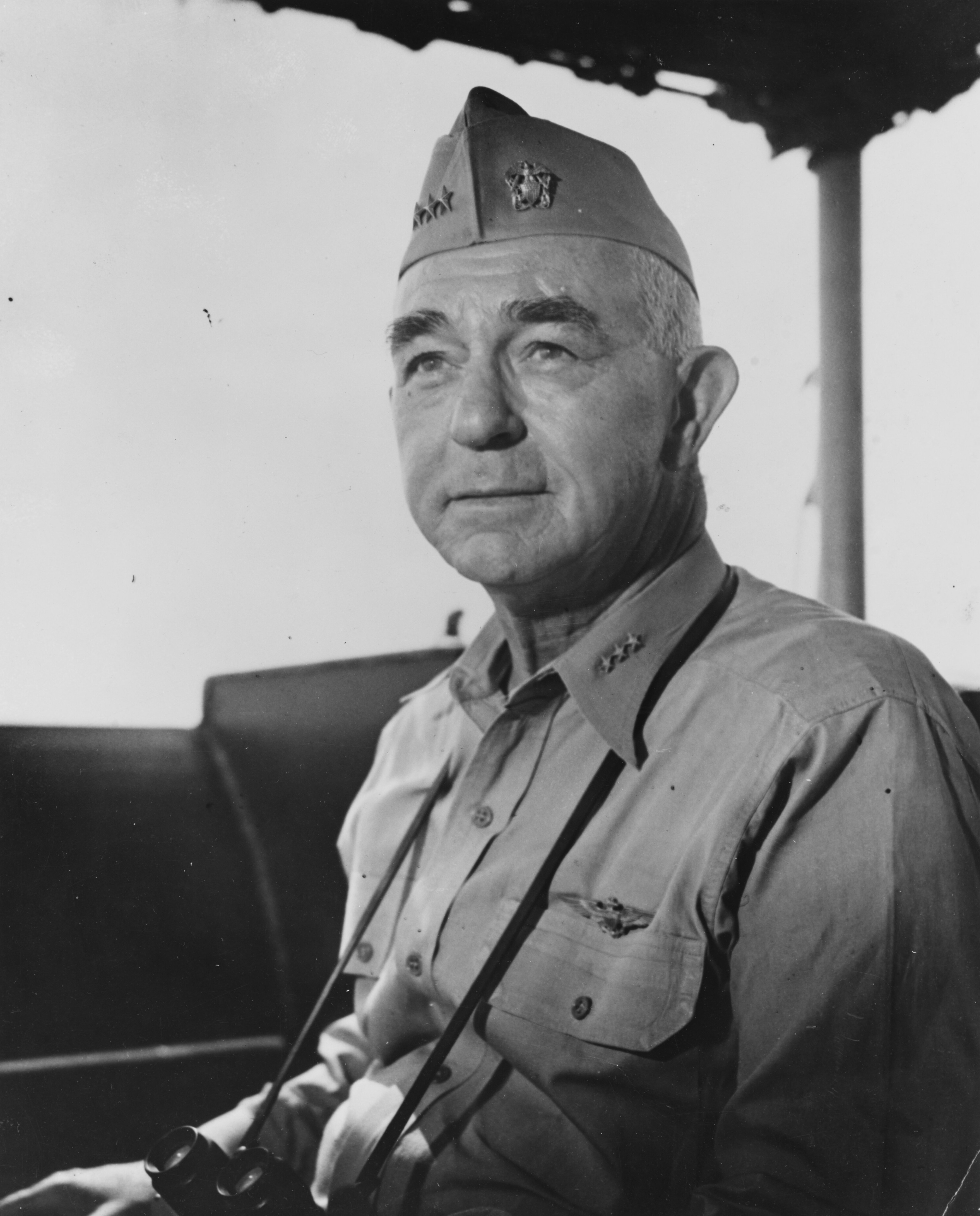
Kelly Turner na pokładzie USS „Eldorado”, 1945

W latach 1940–1941 był dyrektorem Wydziału Planowania w Departamencie Marynarki Wojennej. W 1942 otrzymał awans na stopień kontradmirała (Rear Admiral). Przez jakiś czas pełnił funkcję zastępcy szefa sztabu dowódcy US Navy, ale w czerwcu 1942 został odkomenderowany na Pacyfik jako dowódca Sił Desantowych Południowego Pacyfiku (Amphibious Force, South Pacific Force). Dowodził m.in. zespołem amerykańskich krążowników Task Force 62 podczas nocnej bitwy koło wyspy Savo 9 sierpnia 1942, zakończonej jedną z największych porażek floty amerykańskiej w jej historii. Przez następne trzy lata, najpierw jako kontradmirał, a następnie wiceadmirał dowodził różnymi związkami bojowymi sił desantowych oraz – współdziałając z generałem Hollandem Smithem – brał udział w planowaniu operacji desantowych i zdobywaniu poszczególnych punktów oporu nieprzyjaciela na obszarach południowego, środkowego i zachodniego Pacyfiku, przyczyniając się w znacznym stopniu do zwycięstwa nad Japonią w II wojnie światowej (został wyznaczony na dowódcę wszystkich związków desantowych przeznaczonych do lądowania na Wyspach Japońskich, do czego nie doszło wobec kapitulacji tego kraju w 1945).
Po wojnie admirał Turner pracował w Radzie Głównej Departamentu Marynarki Wojennej w Waszyngtonie i był przedstawicielem US Navy przy Radzie Bezpieczeństwa ONZ. Na emeryturę przeszedł w lipcu 1947.
Zmarł 12 lutego 1961 w Monterey. Został pochowany w kalifornijskim San Bruno na Golden Gate National Cemetery, na którym spoczęli także admirałowie: Chester Nimitz, Raymond Spruance i Charles Lockwood, co było rezultatem wcześniejszej umowy między admirałami.

## Pamięć
Jego imię nosi krążownik rakietowy USS „Richmond K. Turner”.